# Chrysoprasis nigristernis
Chrysoprasis nigristernis là một loài bọ cánh cứng trong họ Cerambycidae.